# Backagölen, Halland
Backagölen är en sjö i Falkenbergs kommun i Halland och ingår i Ätrans huvudavrinningsområde.